# Istituto di scienze dell'atmosfera e del clima
L'Istituto di scienze dell'atmosfera e del clima (ISAC) è un istituto del Consiglio Nazionale delle Ricerche (CNR) afferente al Dipartimento Terra e Ambiente (TA), con sedi a Bologna (Direzione), Cagliari, Lecce, Padova, Roma, Torino e Lamezia Terme (CZ). Le principali tematiche di ricerca svolte dall'istituto sono:
- Struttura e composizione dell'atmosfera terrestre.
- Osservazioni del pianeta Terra.
- Meteorologia e sue applicazioni.
- Variabilità, cambiamenti e predicibilità del clima.